# Université Brandeis

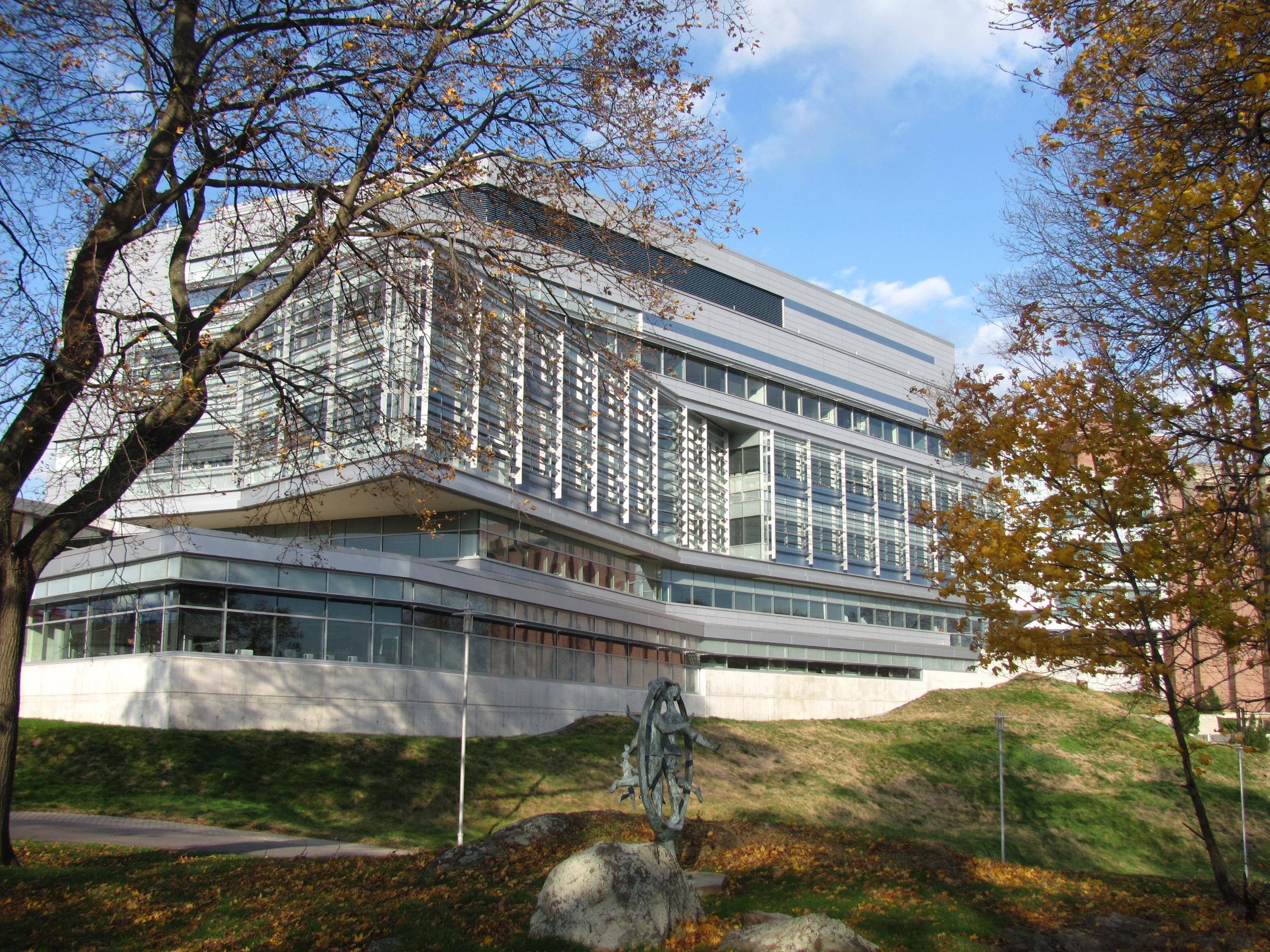

 (mars 2012).
Si vous disposez d'ouvrages ou d'articles de référence ou si vous connaissez des sites web de qualité traitant du thème abordé ici, merci de compléter l'article en donnant les références utiles à sa vérifiabilité et en les liant à la section « Notes et références ».
L'université Brandeis (en anglais : Brandeis University) est une université privée américaine située à Waltham dans le Massachusetts, à 16 km à l'ouest de Boston, dans l’agglomération du Greater Boston.
Fondée en 1948 sur le site de l'ancienne « Middlesex University », elle tient son nom de l'ancien juge à la Cour suprême des États-Unis, Louis Dembitz Brandeis (auteur en particulier de l'aphorisme « There is no general federal common law »). En 1946, au début du projet de création de la nouvelle université, il est proposé qu'elle soit nommée « université Albert Einstein », mais le célèbre physicien, chercheur à l'université de Princeton et avec qui l'établissement entretient des liens pour son projet de fondation jusqu'à fin 1947, décline finalement cette offre.
Brandeis est historiquement la première université financée par la communauté juive aux États-Unis. Bien que mixte et  multiconfessionnelle dès sa fondation, elle compte à ses débuts une très forte proportion d'étudiants et d'enseignants juifs (près de 80 % au cours des années 1950), et c'est toujours le cas aujourd'hui puisque environ 40% de ses étudiants déclarent être de confession juive, alors qu'ils représentent 1,5 % de la population des États-Unis, 6 % de la population de l'état du Massachusetts, 8 % de celle de l’agglomération de Boston et environ 12% du corps étudiant de l’Université Harvard.
Depuis sa création, l'université est un foyer de contestation et de militantisme de gauche, autant de la part des étudiants que de la part des enseignants.
Bien que très petite par sa taille et son nombre d’étudiants, Brandeis est aujourd'hui l'une des universités les mieux cotées aux États-Unis, et l'un des centres de recherche les plus renommés. Située à proximité de la Massachussetts Route 128 qui constitue le deuxième plus important pôle d'innovation des États-Unis, après la Silicon Valley californienne, elle bénéficie de sa proximité géographique avec de grandes entreprises comme Sun Microsystems, Polaroid, Oracle ou Raytheon, et les campus d'autres universités bostoniennes comme Harvard ou le MIT.
De plus, dans la même enceinte se trouve The Heller School, fondée en 1959, et remarquable pour son programme en politique sociale ainsi qu'en développement international[réf. nécessaire].

## Description générale
À partir de l'année 2005, l'université compte environ 3 158 undergraduate élèves, 1 872 graduate élèves et 460 enseignants.
Les différentes écoles de l'université comprennent : 
- La faculté des arts et des sciences (niveau undergraduate et graduate) ;
- The Heller School pour la politique sociale et le management ;
- l'École de business international de Brandeis (International Business School).

La faculté des arts et des sciences comprend 24 départements ainsi que 22 programmes interdépartementaux, qui offrent un choix de 38 matières majeures (spécialisations) et 42 matières mineures.
Les fraternités sont officiellement interdites par l'université car elles sont contraires à l'éthique  de l’université, qui veut que les organisations d'élèves soient ouvertes à tous les élèves, et que leurs membres soient déterminés par leurs compétences et aptitudes ainsi que par leurs inclinaisons et intérêts individuels plutôt que par cooptation. Les sociétés secrètes et exclusives ne sont pas en cohérence avec les principes sociaux auxquels l'université a adhéré.

## Accords internationaux
Aujourd'hui, l'université entretient des accords avec différentes écoles ou universités françaises : Dauphine, l'ESSEC, l'ESC Rouen et Euromed Marseille École de Management.

## Personnalités liées à l'université

### Professeurs
On peut mentionner plusieurs célébrités parmi le corps professoral des premières années, notamment le philosophe politique de l'École de Francfort, Herbert Marcuse (auteur de L'Homme unidimensionnel), Lewis Coser, Irene Pepperberg ou le psychologue humaniste et fondateur de l'École de Palo Alto, Abraham Maslow. 
Parmi les professeurs, Cyrus Gordon enseigna l'histoire des civilisations anciennes de la Mésopotamie, et Serge Doubrovsky la littérature française. Le poète Claude Vigée y a enseigné la littérature française et y a écrit ses premières œuvres. Adrienne Rich est une essayiste, poète, théoricienne féministe et LGBT majeure aux États-Unis. Michael Rosbash est le récipiendaire du Prix Nobel de physiologie ou médecine pour 2017.

### Étudiants
Parmi les étudiants, on trouve notamment Sidney Blumenthal (futur conseiller du président Bill Clinton), ou encore, Abbie Hoffman (l'une des figures de la contestation étudiante dans les années 1960). Dans un tout autre registre, on compte également l'acteur américain Steven Culp (qui incarne Robert Kennedy dans le film Thirteen Days), les créateurs de la série télévisée Friends, Marta Kauffman et David Crane, ou encore l'humoriste israélienne Noam Shuster-Eliassi. L'un des bars du campus a d'ailleurs inspiré le Central Perk bien connu de la série.
Leslie Lamport, lauréat du prix Turing 2013 (le « prix Nobel de l'informatique »), a obtenu son PhD dans cette université.
Edward Witten, lauréat de la médaille Fields 1990, considérée comme un équivalent du « prix Nobel de mathématiques » car il n'en existe pas pour cette discipline.
Eleanor Roosevelt, Première dame des États-Unis, épouse du Président des États-Unis Franklin Delano Roosevelt et  est également une ancienne élève.
On trouve aussi parmi les étudiants Fatima Mernissi, auteur, sociologue et féministe. Elle a remporté le Prix Princesse des Asturies en 2003, l'équivalent du prix Nobel de littérature à l'échelle de l'Espagne.
Roderick MacKinnon, récipiendaire du prix Nobel de chimie en 2003, est diplômé en biochimie de Brandeis (1978).
Adam Cheyer, créateur du logiciel de reconnaissance vocale et sémantique Siri, racheté par Apple en 2010, est également issu de cette université (bachelor en informatique, 1988).
Les philosophes politiques Michael Sandel et Michael Walzer y ont également étudié, de même que le journaliste, chroniqueur et analyste géographique et des relations internationales Thomas Friedman.